# Menina Veneno
"Menina Veneno" é uma canção de Ritchie, cantor e compositor inglês radicado no Brasil, escrita em parceria com o letrista Bernardo Vilhena e lançada no ano de 1983 no álbum Vôo de Coração, pela gravadora CBS (selo Epic), (atual Sony). Há uma versão em espanhol desta canção, "Mi niña veneno", e outra interpretada por Óscar Athié, conhecida como "Amiga veneno".
Foi a canção mais tocada no ano de 1983 nas rádios do Brasil. O compacto da música vendeu 500 mil cópias, sendo o mais vendido daquele ano no país.
A MTV Brasil utilizou um trecho do refrão da música como trilha sonora da abertura do programa Meninas Veneno.

## Composição, lançamento e repercussão
Depois de se mudar para o Brasil e tocar com grupos e músicos diversos, Ritchie havia abandonado a música após ouvir de várias gravadoras que o rock não dava certo no Brasil. Um tempo depois, decidiu criar um  trabalho de synth-pop e procurou Bernardo Vilhena para criar canções.
Mais tarde, a CBS o contrataria para regravar duas canções que ele havia mostrado à gravadora em formato demo, mas acabou gravando uma faixa nova que havia composto com Bernardo: "Menina Veneno". O então diretor da CBS, Claudio Condé, gostou do material quando o ouviu.
Os demais líderes da gravadora, contudo, não apostaram na canção. Claudio enviou a faixa, então, para um divulgador da gravadora em Fortaleza, de modo a usar a Região Nordeste do Brasil como "teste" para o possível sucesso da música.  O resultado foi que o compacto fez tanto sucesso que era tocado catorze vezes por dia em cada rádio da região. Depois, quando foi lançado oficialmente, atingiu a marca de 500 mil cópias vendidas.
A faixa, com sintetizadores e um solo de saxofone, tem uma estética gelada e contida que contrastava com o pop orgânico e solar que imperava no Brasil na época; o visual de Ritchie, também diferente do que se via no país, também ajudou a alavancar as vendas.

## Ficha técnica
- Ritchie: Vocal
- Liminha: Baixo / Guitarra
- Lauro Salazar: Sintetizador (Jupiter8, Prophet10)
- Lobão: Bateria
- Zé Luis: Saxofone
- Ana Leuzinger: Vocais
- Marisa Fossa: Vocais
- Paulinho Soledade: Vocais
- Sonia Bonfá: Vocais

## Presença em Pão Pão Beijo Beijo

LP "Pão Pão Beijo Beijo Nacional", lançado na ocasião da exibição da novela em 1983, pela Opus Columbia, onde a canção esteve incluída.

Menina Veneno integrou a trilha sonora nacional da telenovela da Rede Globo, Pão Pão Beijo Beijo, exibida às 18h em 1983. A canção foi tema da personagem "Nina", interpretada por Tássia Camargo.

## Versão de Zezé Di Camargo & Luciano
"Menina Veneno" é uma canção gravada pela dupla sertaneja Zezé Di Camargo & Luciano, lançada em 1995 como faixa do álbum de nome honônimo. Regravação do grande sucesso de Ritchie, o hit voltou ao sucesso uma década após o lançamento original, sendo aclamado por público e crítica ao lado de diversas à época músicas inéditas. Em 2002, a dupla também regravou a versão em espanhol para o álbum Zezé Di Camargo & Luciano em Espanhol.